# 印度標準時間

東經82.5度與米尔扎布尔的位置

印度標準時間（Indian Standard Time - IST）是在印度全國使用的標準時間，即UTC+5:30。
印度的標準時間以經過安拉阿巴德（北方邦城市，現普拉亞格拉吉）東邊的東經82.5度為基準，與格林威治標準時間相差5時30分。
1884年，在美國華盛頓舉行的國際子午線會議決議將英屬印度劃分為兩個時區：孟買時間（UTC+4:51）及加爾各答時間（UTC+5:53:20）；另外在安达曼-尼科巴群岛的首府布萊爾港採用布萊爾港時間（UTC+6:19:51）。1905年，英屬印度政府將印度的時間統一為單一時區，1906年1月1日開始正式實施。
1947年印度獨立後，印度政府確認印度標準時間為全國標準時間，孟買時間及加爾各答時間在不久後廢除。
印度在1962年中印边境战争、1965年第二次印巴戰爭及1971年的第三次印巴戰爭期間曾經使用夏令時間以減少民間能源消耗，但如今已不再使用。

## 外部連結
- 印度時間 （页面存档备份，存于）